# Onthophagus convexicollis
Onthophagus convexicollis är en skalbaggsart som beskrevs av Karl Henrik Boheman 1858. Onthophagus convexicollis ingår i släktet Onthophagus och familjen bladhorningar. Inga underarter finns listade i Catalogue of Life.